# 1492: la conquista del paraíso
1492: la conquista del paraíso (titulada 1492: Conquest of Paradise en inglés) es una película de género épico y dramático de 1992 dirigida por Ridley Scott y protagonizada por Gérard Depardieu, Armand Assante y Sigourney Weaver. La trama relata el viaje realizado por el explorador genovés Cristóbal Colón hacia las Indias Occidentales en 1492, que le llevó al Descubrimiento de América el 12 de octubre de ese año. La película igualmente destaca la relevancia y el efecto que tuvo el encuentro de estos «dos mundos» sobre los pueblos originarios durante los primeros años de la conquista. La película fue estrenada por Paramount Pictures en conmemoración al 500.º aniversario de la llegada de Colón a América.

## Trama
Cristóbal Colón es un navegante que desea llegar al continente asiático viajando hacia el oeste, a través del océano Atlántico, pero carece de la tripulación y los barcos necesarios para la tarea. Después de que su propuesta es rechazada por los concejales del rey de Portugal, Colón se dirige al Monasterio de La Rábida de los franciscanos donde se encontraba uno de sus amigos, Fray Marchena.  
En su desesperación al ser rechazado por la Universidad de Salamanca, tiene un arranque de ira es castigado por los frailes con el voto de silencio y penitencia. En aquel lugar, un hombre llamado Martín Alonso Pinzón, junto con el banquero Luis de Santángel, se le acerca y le ofrece tres barcos: la Niña, la Pinta y la Santa María. Santángel le consigue una audiencia con la Reina Isabel I de Castilla en la recién conquistada Granada. Colón acude con ella, quien decide apoyar y financiar la idea de una expedición. En la madrugada del 3 de agosto de 1492, parte del puerto de Palos de la Frontera con muchos hombres, con el objetivo de encontrar el paraíso terrenal descrito por Marco Polo en Asia. Se demoran 2 meses en llegar. A las 2 de la mañana del 12 de octubre de 1492, encuentran la isla de Guanahani, llamada “San Salvador” por Colón, debido a que les salvó la vida. Al llegar, hallan una civilización muy diferente a la suya y creen que ellos son los primeros hombres que habían existido en el Nuevo Mundo. En aquella expedición, Colón se hace amigo de un indígena arahuaco llamado Utapan.
Colón regresa a España nuevamente, deja en la isla 39 hombres, quienes tenían que establecer un fuerte, y lleva con él a los marineros restantes y a unos indígenas de aquella isla. A su llegada, es recibido como un héroe por los Reyes Católicos en Barcelona. En la cena ofrecida en su honor se dirige a la reina y, mostrándole algunos objetos de oro, consigue convencerla para aprobar otra expedición para llevar a más personas con él y con otros proyectos, si bien ya comienza a granjearse enemigos en la corte.
A su regreso a las Indias, se encuentra a sus hombres quemados y a la gran mayoría de ellos decapitados. Colón acude con un arrogante y misterioso noble español llamado Adrián de Mújica, con el cual tiene serios problemas. Mújica reúne a una cantidad de hombres (españoles e indígenas), le declara la guerra a Colón, una guerra que cuesta la vida a muchas personas, incluso al mismo Mújica, para posteriormente ejecutar en el garrote vil a los restantes cabecillas, siendo los indígenas rebeldes condenados a la esclavitud. 
En La Isabela, la isla La Española, construyen una iglesia y varias casas, pero de nada sirve, porque al poco tiempo una fuerte tormenta destruye todo a su paso. Nuevamente Colón vuelve a Castilla, ahora sin nada de oro y sin éxito, y además es arrestado y encarcelado por algún tiempo. Más tarde, la reina autoriza su libertad, para disgusto de su tesorero: Gabriel Sánchez, antes partidario del navegante y vuelto su enemigo, a quien Colón recrimina que aún siendo un plebeyo, ha conseguido más méritos que él, un aristócrata.
En la universidad de Salamanca, los eruditos acaban por quitarle a Colón su gran mérito, en favor de Américo Vespucio, para decepción de Colón y el propio Sánchez, quien declara que su lugar en la historia se lo debe a él; Colón organiza otra expedición, que igualmente es aprobada por la reina de Castilla, y lleva con él a su hijo Diego. Juntos llegan a América del Sur.

## Banda sonora
La banda sonora fue compuesta por el compositor griego Vangelis y obtuvo innumerables premios. El sencillo fue Conquest of Paradise, una pieza de género orquestal y coral cantada en latín macarrónico. Solo en Europa vendió más de dos millones de copias.

## Reparto
| Actor                   | Personaje                 |
| ----------------------- | ------------------------- |
| Gérard Depardieu        | Cristóbal Colón           |
| Armand Assante          | Gabriel Sánchez           |
| Sigourney Weaver        | Reina Isabel I            |
| Loren Dean              | Hernando Colón            |
| Ángela Molina           | Beatriz Enríquez de Arana |
| Fernando Rey            | Antonio de Marchena       |
| Michael Wincott         | Adrián de Mújica          |
| Tchéky Karyo            | Martín Alonso Pinzón      |
| Kevin Dunn              | Capitán Méndez            |
| Frank Langella          | Luis de Santángel         |
| Mark Margolis           | Francisco de Bobadilla    |
| Kario Salem             | Arojaz                    |
| Billy L. Sullivan       | Hernando Colón (joven)    |
| John Heffernan          | Hermano Buyl              |
| Arnold Vosloo           | Hernando de Guevara       |
| Steven Waddington       | Bartolomé Colón           |
| Fernando Guillén Cuervo | Giacomo Colón             |
| José Luis Ferrer        | Alonso de Bolaños         |
| Bercelio Moya           | Utapán                    |
| Juan Diego Botto        | Diego Colón               |
| Achero Mañas            | Juan Rodrigo de Triana    |
| Fernando García Rimada  | Rey Fernando V            |
| Albert Vidal            | Hernando de Talavera      |
| Isabel Prinz            | Dueña                     |
| Jack Taylor             | Vicuña                    |
| Ángela Rosal            | Esposa de Pinzón          |

## Localizaciones
España
- Cáceres: Concatedral de Santa María, Plaza de San Jorge, y en su casco antiguo en general. Finca "El Trasquilón", situada a unos 9 kilómetros de la capital cacereña, que haría de la casa y propiedades del funcionario de la corte Gabriel Sánchez. Durante el rodaje de la película su propietario era el ganadero nacido en Arroyo de la Luz Fernando Lucas Tejado.
- Trujillo: Puerta o Arco del Triunfo, Casa Fuerte de los Bejarano, Muralla y Zona Monumental.
- Salamanca: Catedral Nueva, Universidad, Iglesia de la Clerecía y Convento de San Esteban.
- Sevilla: Casa de Pilatos y Real Alcázar.

Costa Rica
- Playa Herradura (pueblo localizado a 67 km de San José): donde se desarrolla la mayor parte de la trama.

## Críticas
La película ha sido acusada de promover la Leyenda negra española.